# Bergtjärnen (Glava socken, Värmland)
Bergtjärnen är en sjö i Arvika kommun i Värmland och ingår i Göta älvs huvudavrinningsområde. Sjön är 20,5 meter djup, har en yta på 0,058 kvadratkilometer och är belägen 219,5 meter över havet.

## Delavrinningsområde
Bergtjärnen ingår i det delavrinningsområde (660343-130247) som SMHI kallar för Mynnar i Övre Gla. Medelhöjden är 245 meter över havet och ytan är 8,41 kvadratkilometer. Räknas de 2 avrinningsområdena uppströms in blir den ackumulerade arean 26,05 kvadratkilometer. Barlindshultsälven som avvattnar avrinningsområdet har biflödesordning 4, vilket innebär att vattnet flödar genom totalt 4 vattendrag innan det når havet efter 285 kilometer. Avrinningsområdet består mestadels av skog (85 procent). Avrinningsområdet har 0,15 kvadratkilometer vattenytor vilket ger det en sjöprocent på 1,8 procent.